# Laghi della Slovenia
In Slovenia sono presenti 321 bacini idrici che possono essere classificati come laghi, sia tra i laghi glaciali che tra quelli stagionali. La maggioranza dei laghi del paese hanno origine glaciale, molti dei quali scompaiono nel periodo estivo. I laghi glaciali più grandi sono il lago di Bohinj (318 ettari) ed il lago di Bled (147 ettari), mentre il lago stagionale più grande è il lago di Circonio che raggiunge una superficie di 2500 ettari. Il lago più profondo è il lago Selvaggio situato nella città di Idria con 160 metri di profondità, seguito dal lago di Družmir che raggiunge gli 87 metri.
Jezero è la parola slovena che indica "lago".

Lago di Bled

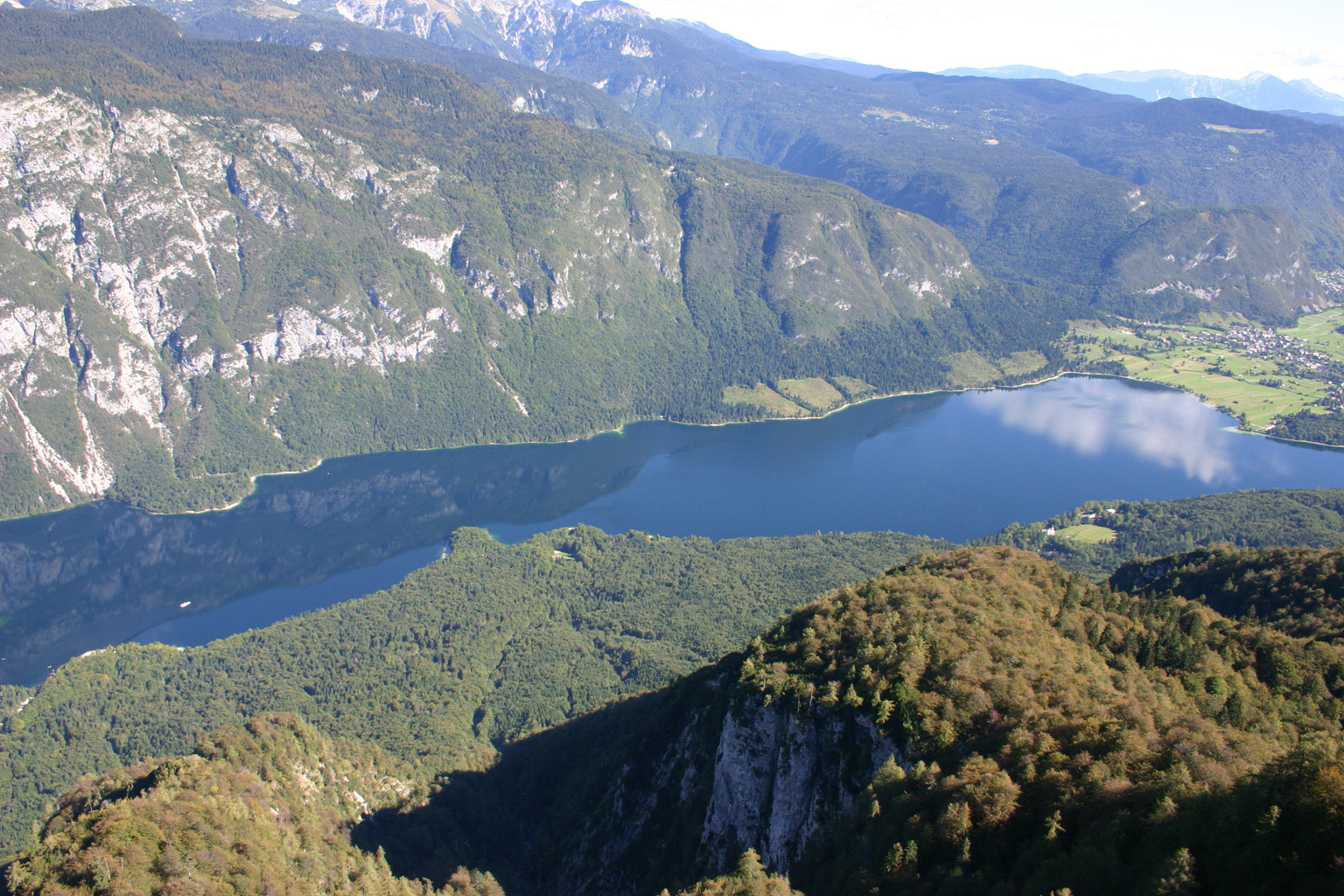
Lago di Bohinj

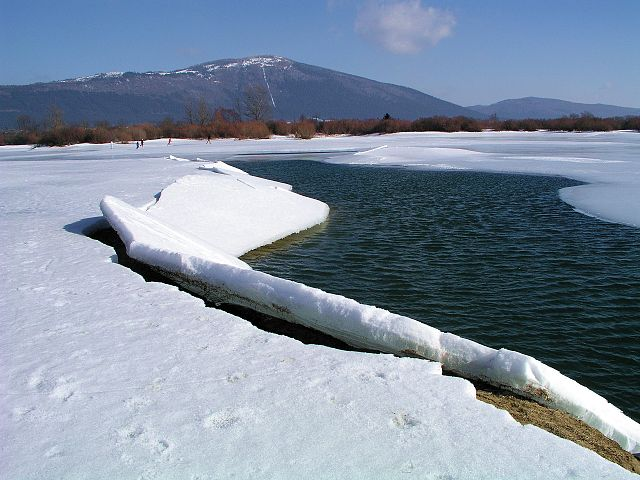
Lago di Circonio

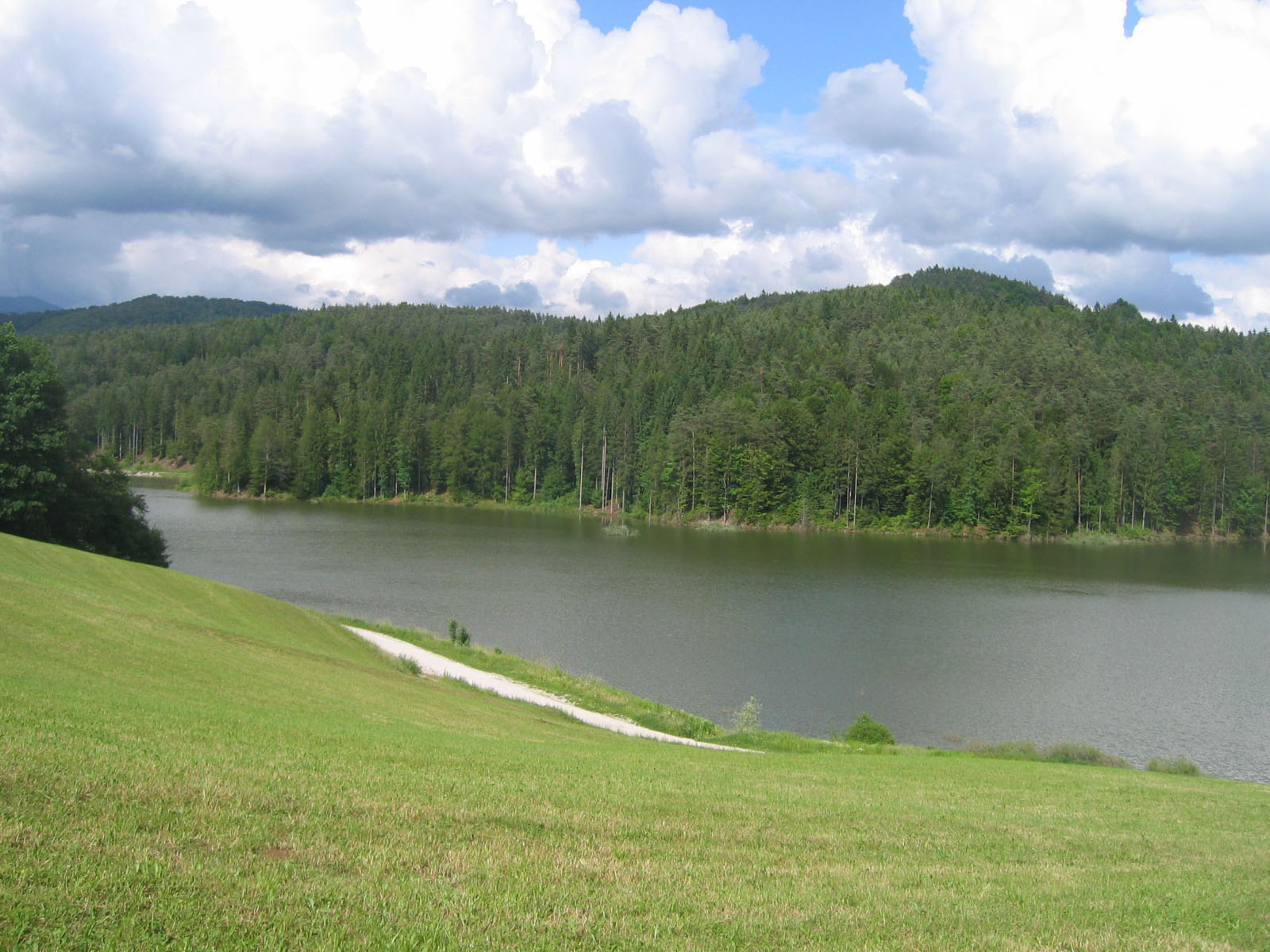
Lago di Gradišče

## B
- Lago di Blaguš (Blaguško jezero), presso Blaguš, nel comune di Sveti Jurij ob Ščavnici
- Lago di Bled (Blejsko jezero), presso Bled
- Lago di Bohinj (Bohinjsko jezero), presso Bohinj
- Lago di Bukovnica (Bukovniško jezero), presso Bukovnica

## C
- Lago di Circonio (Cerkniško jezero), presso Circonio

## D
- Lago Doppio (Dvojno jezero), presso valle dei Laghi del Tricorno (Dolina Triglavskih jezer)
- Lago di Družmir (Družmirsko jezero), presso Družmirje, nel comune di Šoštanj

## G
- Lago di Gradišče  (Gradiško jezero), presso Lukovica

## J
- Lago di Jasna (Jasna jezero), presso Kranjska Gora

## K
- Lago di Komarnik (Komarniško jezero), nella valle del Pesnica (Pesniška dolina)
- Stagno di Koseze (Koseški bajer), presso Lubiana
- Lago di Kreda (jezero Kreda), nel parco nazionale del Tricorno

## L
- Lago di Ledava (Ledavsko jezero}), presso Krašči
- Lago di Lovrenc (Lovrenška jezera)

## M
- Lago di Maribor (Mariborsko jezero), presso Maribor
- Lago di Monte Nero[1] (Krnsko jezero), nel parco nazionale del Tricorno

## N
- Lago Nero (Črno jezero), presso Bohinj, nella valle dei Laghi del Tricorno (Dolina Triglavskih jezer)
- Lago Nero (Črno jezero), presso Slovenska Bistrica, nelle Pohorje

## P
- Lago di Palčje (Palško jezero), sull'altopiano della Piuca (Pivška kotlina)
- Paludi di Petteline (Petelinjsko jezero), sull'altopiano della Piuca (Pivška kotlina)
- Lago di Planšar (Planšarsko jezero), presso Jezersko
- Lago di Ptuj (Ptujsko jezero), presso Ptuj

## R
- Lago di Ribnica (Ribniško jezero), sulle Pohorje

## S
- Lago di Šalek (Šaleško jezero)
- Lago Selvaggio (Divje jezero), presso Idria
- Lago di Šmartno (Šmartinsko jezero), presso Celje

## V
- Lago di Voghersca (Vogrsko jezero), presso Voghersca

## Z
- Lago di Zbilje (Zbiljsko jezero), presso Zbilje, nel comune di Medvode
- Lago di Žovnek (Žovneško jezero), presso Braslovče